# رستم گیو
رستم گیو (۱۲۶۷ یزد - ۱۵ مهر ۱۳۵۹ کالیفرنیا) معروف به ارباب رستم گیو، مؤسس بنیاد خیریه گیو، رئیس انجمن و نماینده زرتشتیان در مجلس شورای ملی و سناتور بود. ساختن چندین آب انبار، درمانگاه، دبستان، و مجتمع فرهنگی اجتماعی از جمله کارهای گیو است.

## زندگی
رستم گیو در سال ۱۲۶۷ خورشیدی در شهر یزد به دنیا آمد. پدرش شاهپور بازرگانی معتبر بود که با هندوستان تجارت می‌کرد و مادرش خرمن نام داشت. او دو برادر به نام‌های گیو و بهمن و دو خواهر به نام‌های دولت و گوهر داشت.
تحصیلات دوره ابتدایی را در مدرسه کیخسروی یزد به انجام رساند و زبان انگلیسی را در مدرسه مرسلین (مبلغین مسیحی انگلیسی) آموخت. در سال ۱۲۸۷ به تهران رفت و به تجارت مشغول شد. چند سال را هم در اروپا گذراند و دیپلم تجارت گرفت. سپس به تهران بازگشت و کار تجارت را پی‌گرفت و به عضویت شورای بلدیه (انجمن شهر) تهران انتخاب شد. او به ارباب کیخسرو رئیس انجمن زرتشتیان و نماینده آنان در مجلس شورای ملی نزدیک و در حقیقت مشیر و مشار او بود.
ارباب رستم در سال ۱۳۱۲ نام گیو را به عنوان نام خانوادگی برگزید. پیشرفت او در تجارت به اندازه‌ای بود که نام گیو برای بازرگانان نامی معتبر و با پشتوانه شناخته می‌شد.
وی پس از درگذشت کیخسرو شاهرخ به ریاست انجمن زرتشتیان تهران برگزیده شد و یک سال پس از مرگ او و برای پر کردن جای خالی‌اش در مجلس شورای ملی خود را نامزد نمایندگی زرتشتیان کرد. انتخابات زرتشتیان در روزهای حمله ارتش‌های انگلیس و شوروی به ایران و پیشروی آنان در کشور از نوزدهم شهریور ۱۳۲۰ آغاز شد و رستم گیو با کسب ۱۸۴۶ رأی از مجموع ۲۹۲۳ رأی زرتشتیان که به صندوق ریخته شد، به مجلس راه یافت.
رستم گیو در شش دوره بعد نیز نماینده زرتشتیان بود. در دوره پانزدهم مجلس که قانون تشکیل مجلس سنا تصویب شد، هیچ سهمی برای اقلیت‌های دینی در نظر نگرفتند و همه اعضای سنا می‌بایستی مسلمان می‌بودند. با اعتراض رستم گیو و دیگر نمایندگان اقلیت‌های دینی، دولت لایحه دیگری برای اصلاح قانون مجلس سنا به مجلس برد. رستم گیو پیشنهاد داد که زرتشتیان یک کرسی در مجلس سنا داشته باشند اما این پیشنهاد تصویب نشد. سپس او همراه با آرام بوداغیان نماینده ارامنه شمال و علی‌اکبر ملکی نماینده تبریز پیشنهاد داد اقلیت‌های دینی به صورت نوبتی در هر دوره مجلس سنا یک نماینده داشته باشند و ترتیب آن‌ها بر اساس حروف الفبا باشد: نخست زرتشتیان، سپس مسیحیان و بعد، یهودیان. این پیشنهاد بهه تصویب رسید. رستم گیو خودش در دوره چهارم مجلس سنا در سال ۱۳۴۲ به عضویت این مجلس انتخاب شد.
رستم گیو در سال ۱۳۳۷ بنیاد رستم گیو را برای گسترش مؤسسات خیریه و بهره‌وری بیشتر محرومان تأسیس کرد. در سال‌های ۱۳۳۵ و ۱۳۳۶ نشان درجه یک تربیت بدنی و نشان درجه یک وزرات فرهنگ دریافت نمود. در سال ۱۳۴۵ نیز به عضویت سازمان حفاظت آثار باستانی درآمد.

## مدرسه‌سازی
ساخت دبستان گیو، دبستان دخترانه استاد خدابخش، دبستان پسرانه استاد پورداوود در تهران و یک باب مدرسه در روستای کوهان شهرستان دماوند و اهدای زمینی به مساحت پانزده هزار مترمربع به آموزش و پرورش استان تهران از جمله کارهای رستم گیو در خصوص مدرسه‌سازی بوده‌است.

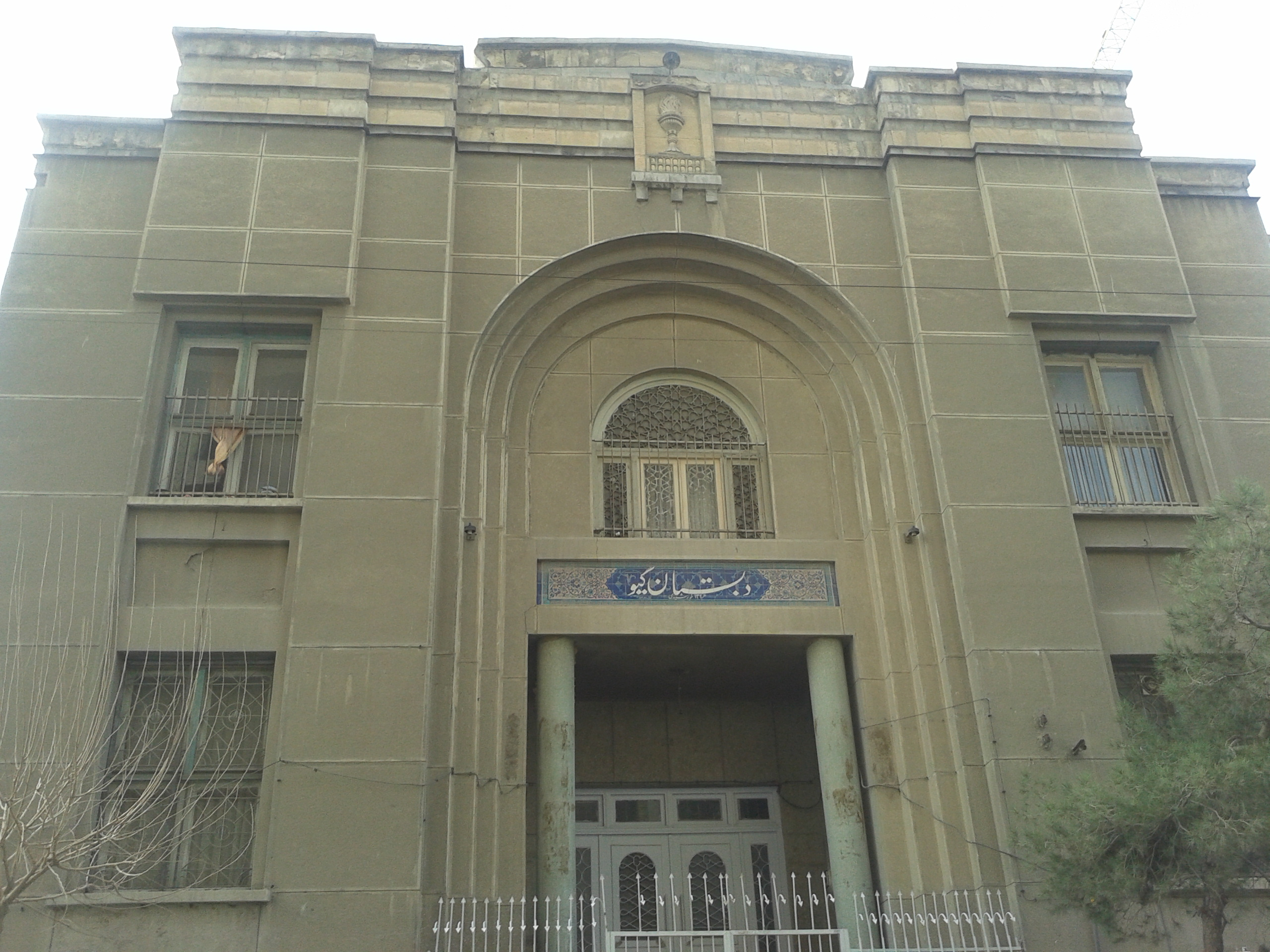
دبستان گیو در تهران

## ساختن رستم باغ
رستم باغ، باغ موقوفه بزرگی است که رستم گیو در سال ۱۳۳۶ برای کمک به اسکان خانواده‌های زرتشتیان نیازمند در تهرانپارس ساخت. او به انگیزه ساخت رستم باغ در سفرهایی رسید که به کشورهای هند و چین داشت و از آشنایی با مجموعه‌های مشابهی که زرتشتیان در آن کشورها ساخته بودند. مجموعه رستم باغ ۲۵ هزار مترمربع وسعت دارد و دارای ساختمان‌های مسکونی، تالارهای گردهمایی، دو دبستان، زمین ورزش، کتابخانه و معبد است.

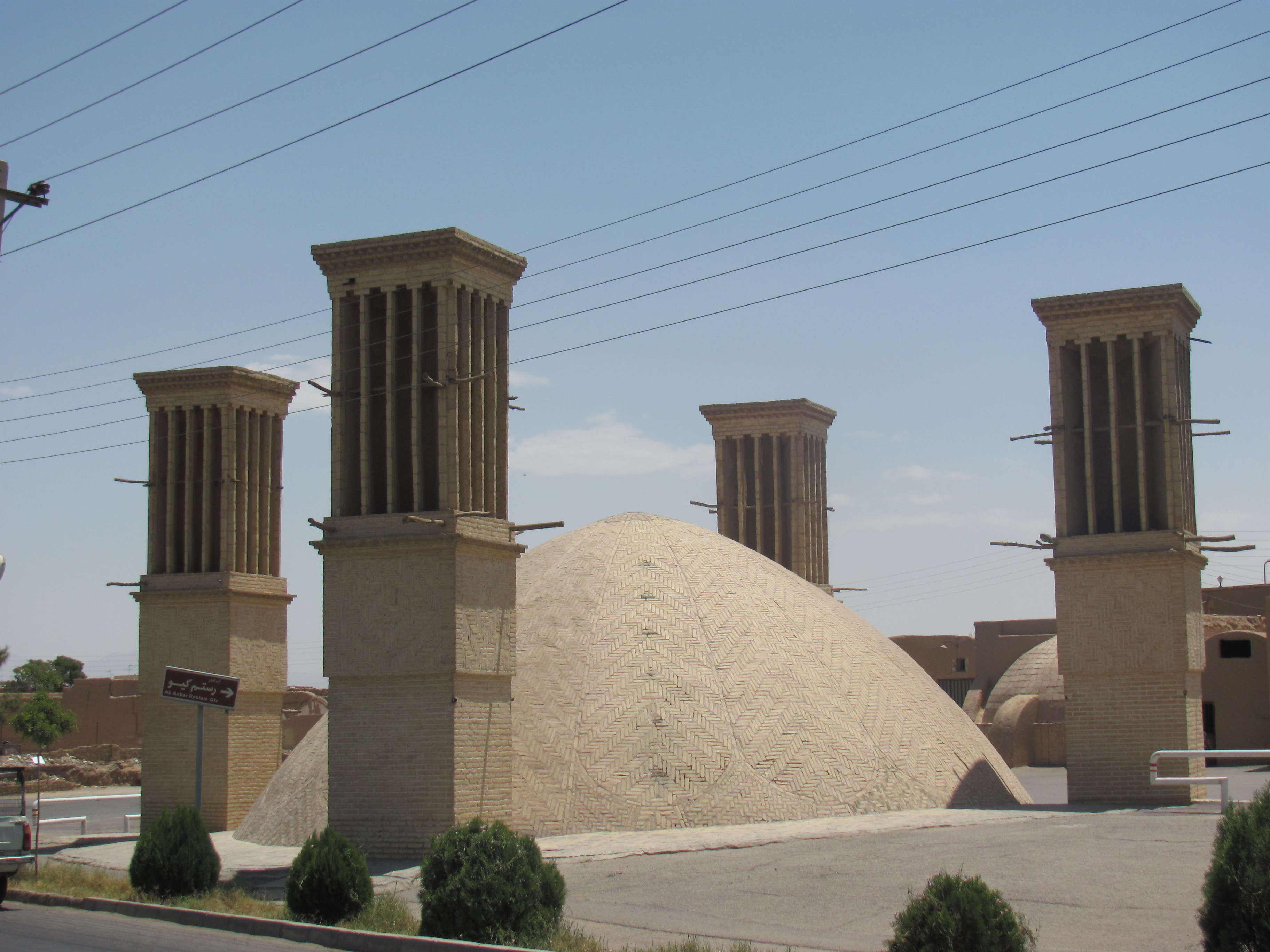
آب انبار رستم گیو در یزد

## ساخت آب انبار
ساخت آب‌انبار چهار هزار مترمکعبی در محله دستوران یزد، ساخت آب انبار در محله تهرانپارس تهران و آب انبار زیارتگاه پیرسبز از جمله کارهایی بود که گیو برای تأمین آسان آب آشامیدنی سالم برای مردم انجام داد.

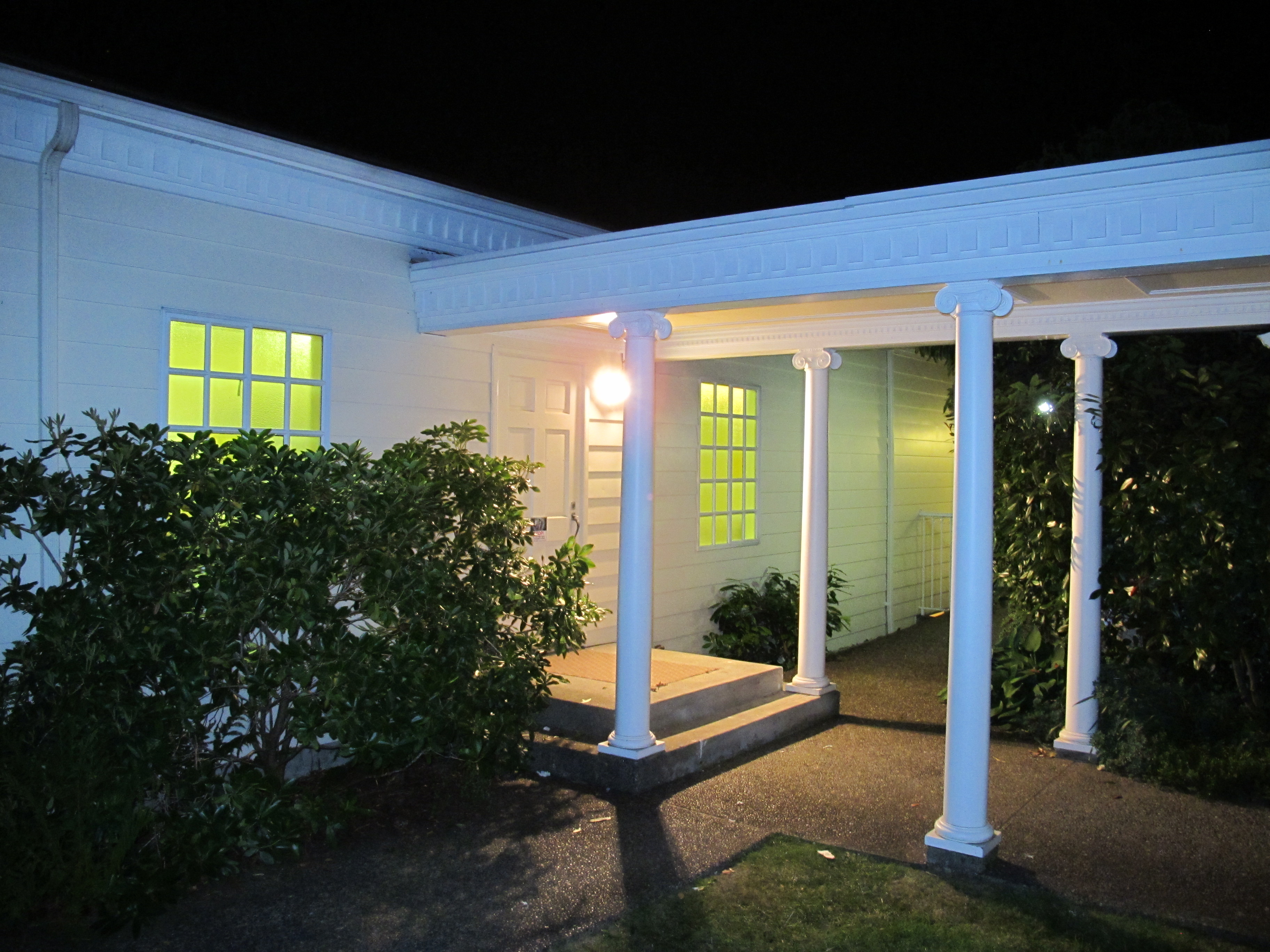
درب مهر گیو در ونکوور

## موقوفات خارج از کشور
چند ماه پیش از انقلاب اسلامی ایران، رستم گیو و همسرش مروارید به آمریکا مهاجرت کردند و در آنجا بنیاد خیریه گیو را با اهدای چهار میلیون دلار برای ساخت مراکز خیریه زرتشتیان در سراسر جهان پایه‌گذاری کردند. در حال حاضر چهار مرکز در آمریکا، دو مرکز در کانادا و یک مرکز در استرالیا ساخته شده‌است.
درب مهر آمریکا در شهر واشینگتن آمریکا و در شمال غربی نیویورک، قرار دارد، رستم گیو همچنین در شیکاگوی آمریکا قطعه زمینی خرید که در سال ۱۳۶۲ بر روی آن، درب مهر ساخته شد.
او در شهر تورنتوی کانادا درب مهری به نامگه برادرزاده‌اش مهربان گیو ساخته‌است. در سال ۱۳۶۵ خورشیدی نیز درب مهر دیگری به نام ارباب رستم گیو در شهر ونکوور کانادا افتتاح شد.

## دیگر دهش‌ها
- ساخت درمانگاهی در سوهانک تهران و اهدای آن به وزارت بهداری به نام برادرزاده‌اش مهربان گیو
- ساخت مدرسه، حمام، مسجد و راه شوسه ماشین رو در روستای کوهان شهرستان دماوند
- ساخت تالار چهارصد نفره مروارید در یزد
- لوله‌کشی آب روستای نصرت آباد (شاهدیه) یزد[۳]

## منزل مسکونی

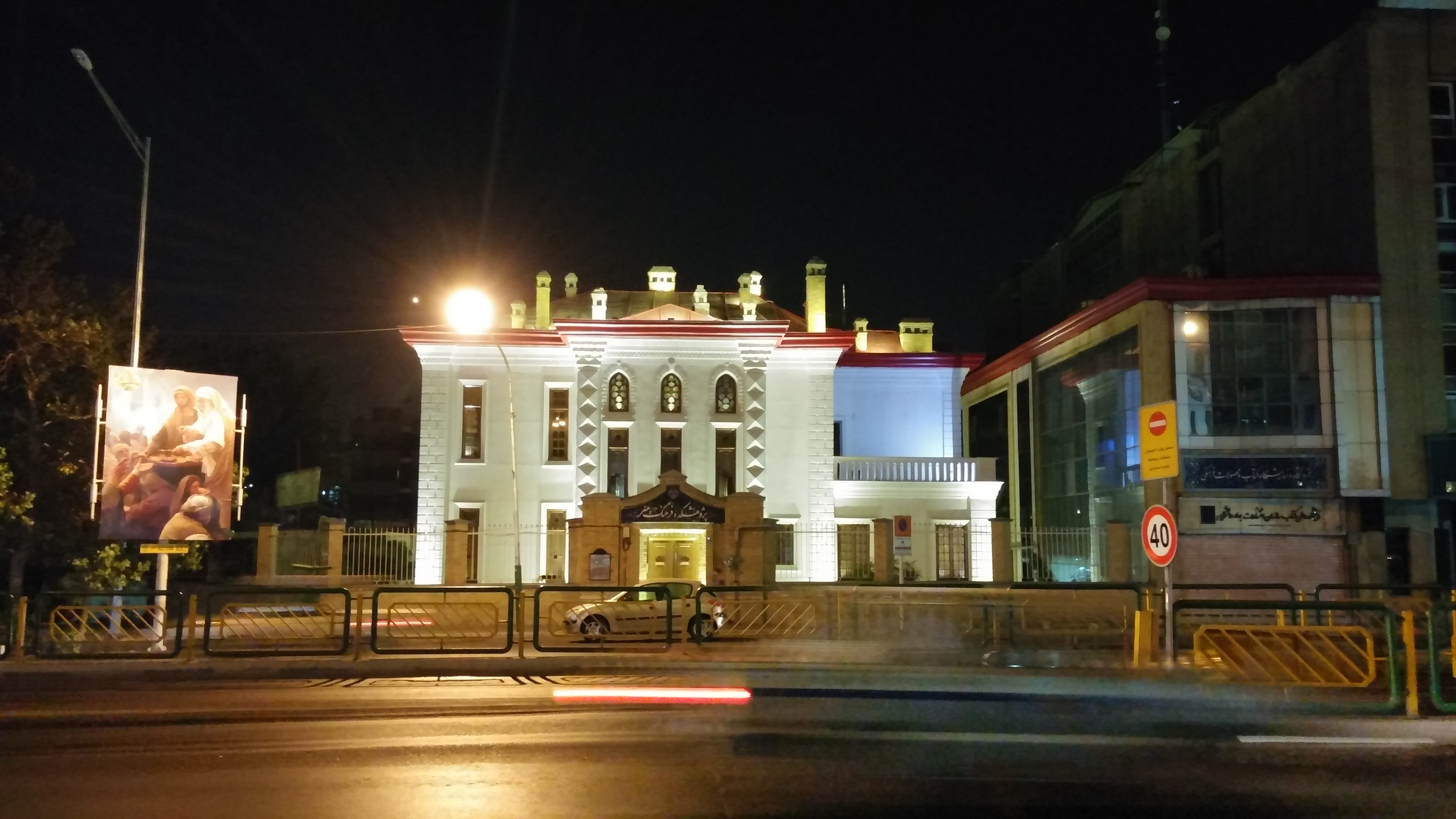
عمارت گیو در تهران (پژوهشکده فرهنگ و هنر کنونی)

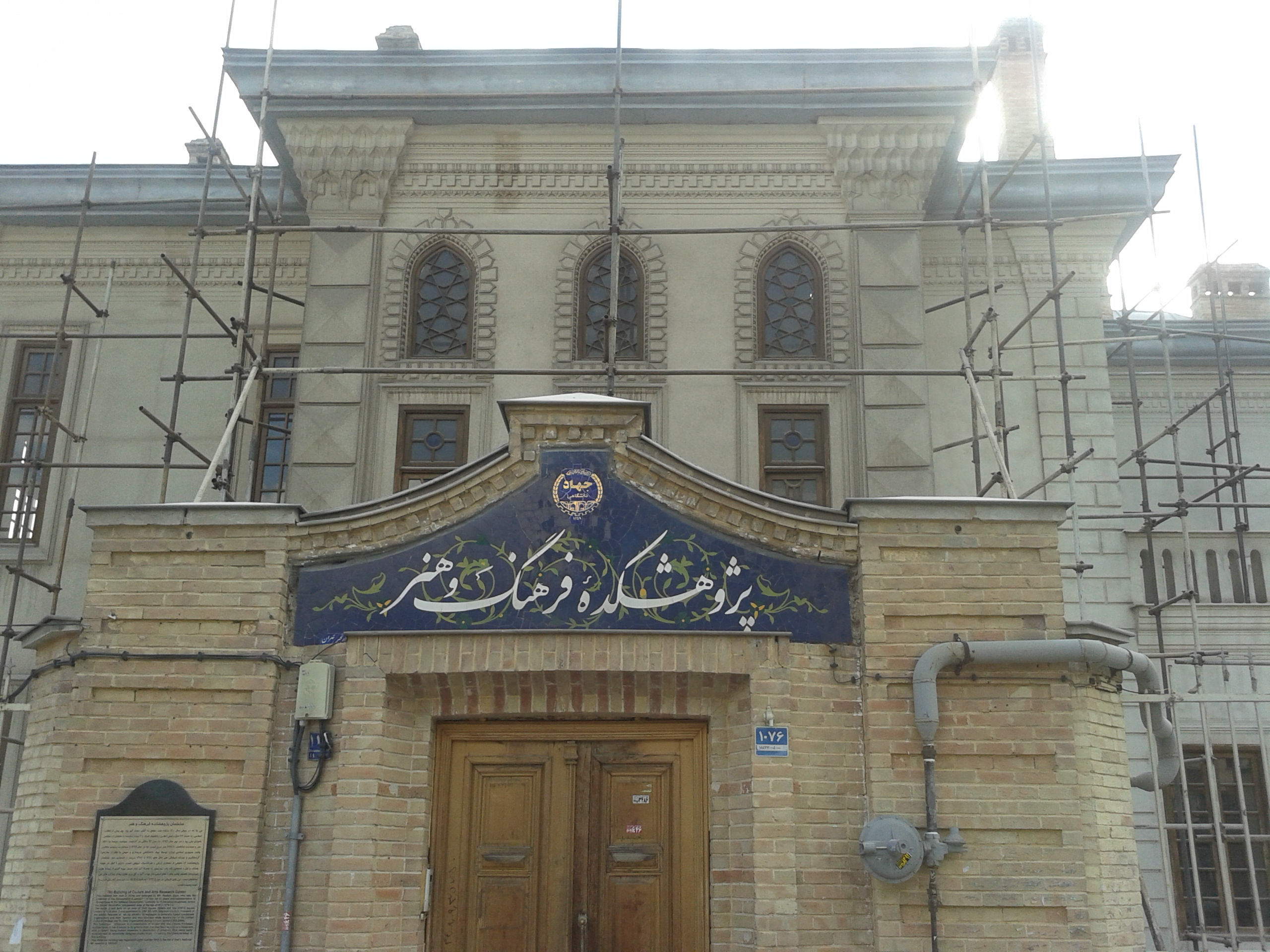
بازسازی خانه رستم گیو

منزل مسکونی رستم گیو، ساختمانی است دو طبقه در خیابان شاهرضا (انقلاب)، حدفاصل خیابان‌های کاخ (فلسطین) و صبا با ۶۷۸٫۱۰ متر مربع مساحت در زمینی به مساحت ۱۵۳۰ متر مربع که تا سال ۱۳۴۰ منزل شخصی او بود و پس از آن تا پایان حیاتش در مهر ۱۳۵۹ به عنوان دفتر بنیاد گیو استفاده می‌شد.
خانه ارباب رستم گیو اثری تاریخی است که در اواخر دوره قاجار و حدود سال ۱۳۰۰ خورشیدی ساخته شده و ساختمان آن تلفیقی از معماری ایرانی و نئوکلاسیک اروپایی است، این خانه دو طبقه، نه اتاق خواب، زیر زمین و آب انبار دارد. از ویژگی‌های بارز معماری این بنا می‌توان به بهره‌گیری از پیمانه‌های ایرانی و ارسی دار بودن پنجره‌ها و گچ‌بری‌های زیبای آن اشاره کرد.
خانه ارباب رستم در سال ۱۳۷۴ با شماره ۲۴۱۵ در فهرست آثار ملی ایران ثبت شد، در سال ۱۳۷۶ جهاد دانشگاهی تهران آن را خریداری و طی سال‌های ۱۳۸۱ تا ۱۳۸۳ با نظارت سازمان گردشگری و میراث فرهنگی بازسازی و مرمت کرد. سقف‌ها، خرپاها و تزئینات داخلی و خارجی بازسازی و مرمت شده‌اند. در سال ۱۳۸۶ ساختمان جدیدی در ضلع جنوبی آن ساخته شد.
این ساختمان هم‌اکنون به عنوان پژوهشکده فرهنگ و هنر مورد استفاده قرار می‌گیرد.

## مرگ
رستم گیو در ۱۵ مهر ۱۳۵۹ در سن ۹۲ سالگی در ایالت کالیفرنیای آمریکا درگذشت. توران شهریاری شاعره معاصر به مناسبت مرگ گیو شعری سرود و در مجلس یادبود او خواند. انجمن زرتشتیان تهران به مدت سی سال آیین یادبود او را برگزار کرد. در شهریور ۱۳۸۸ مراسم یاد بودی برای رستم گیو در رستم باغ برگزار شد و جمعی از زرتشتیان و ساکنان رستم باغ در آن حضور داشتند.

## نگارخانه

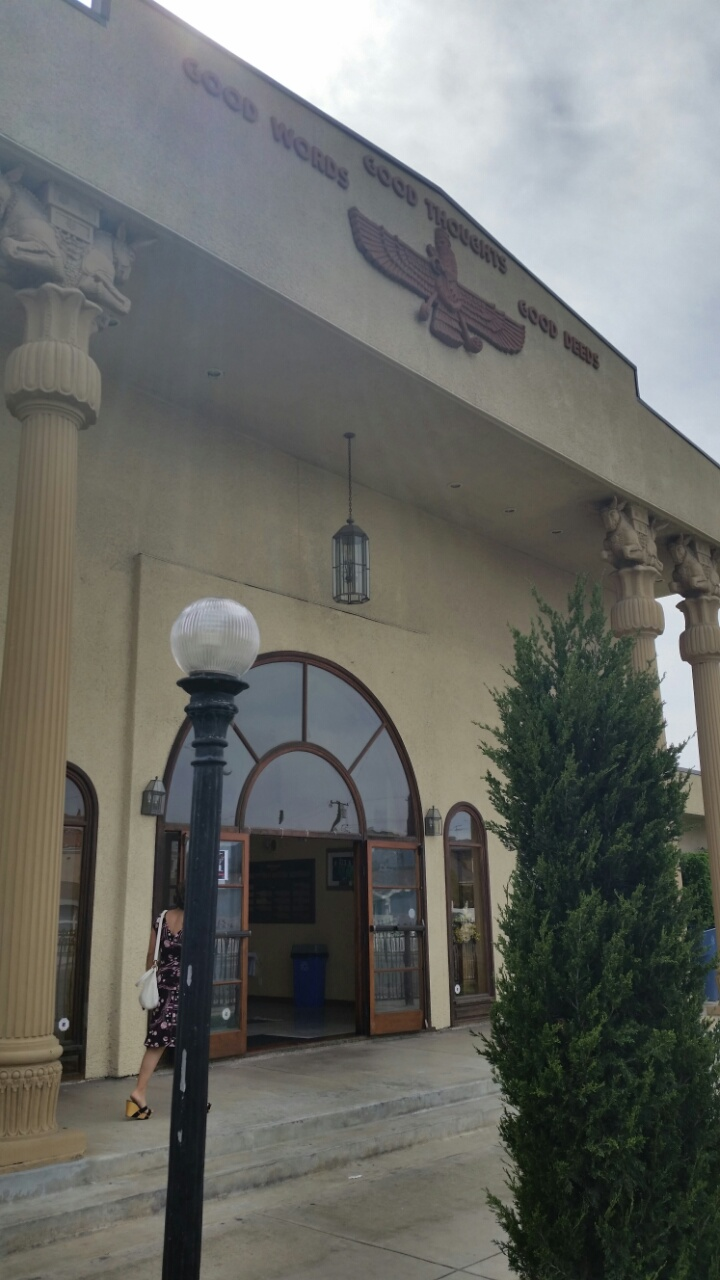
درب مهر گیو در اورنج کانتی
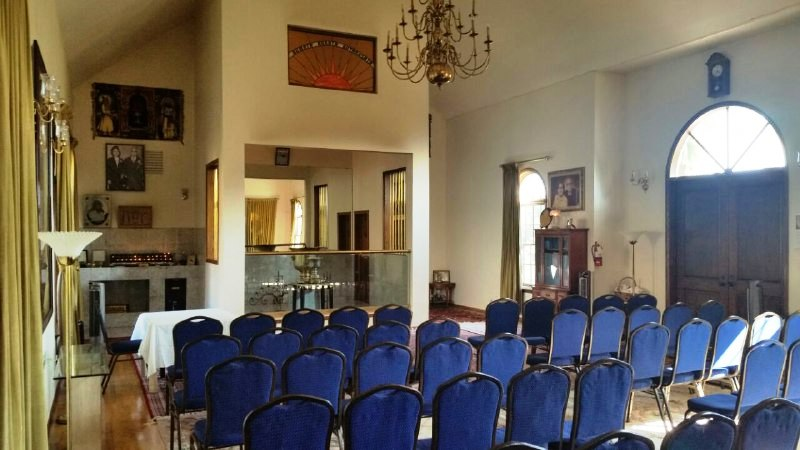
درب مهر رستم گیو
در سن خوزه